# Plesiomma caminarium
Plesiomma caminarium là một loài ruồi trong họ Asilidae. Plesiomma caminarium được Wiedemann miêu tả năm 1828. Loài này phân bố ở vùng Tân nhiệt đới.